# Дітмар (премія)
Премія Дітмара (англ. Ditmar Award), офіційно відома як Австралійська премія наукової фантастики (англ. Australian SF Award), — найстаріша та найвідоміша австралійська літературна нагорода, яка вручається щорічно з 1969 року на Австралійській національній конвенції наукової фантастики Наткон (Natcon). Вона створена для визнання досягнень у галузі австралійської наукової фантастики, фентезі, жахів та діяльності фанатів цих жанрів. Премія названа на честь Мартіна Джеймса Дітмара «Діка» Дженссена, австралійського фаната і художника, який фінансово підтримував нагороду на початку її існування.
Премія Дітмара була започаткована в 1969 році і відтоді вручається щороку, за винятком 1974 року. Вона вважається австралійським аналогом премії Г'юго, але зосереджена на національному рівні, а не на міжнародному. Назва премії виникла завдяки жартівливому епізоду, коли Дженссен запропонував назвати нагороду на свою честь, пояснивши «Ditmar» як «Digital Integrating and Tabulating Mechanism for the Advancement of Research» (Цифровий інтеграційний та табличний механізм для просування досліджень), щоб розрядити нудну дискусію на комітетській зустрічі.
Чинні правила нагородження (які протягом багатьох років були визначені лише в мінімалістичній «конституції Джека Германа») були розроблені у 2000 та 2001 роках в результаті суперечок, що виникли через вилучення творів кількох відомих письменників з конкурсу, і ці правила можуть бути переглянуті на «діловій зустрічі» в мехаж Наткону.

## Процес
Номінування на премію здійснюється «фізичними особами, активними у фендомі», або членами Natcon поточного чи попереднього року. Номінації формуються у виборчий бюлетень, за яким голосують члени конвенції. Голосування може тривати навіть під час самого конвенту. Фіналісти отримують сертифікати, а переможці — трофей, який зазвичай має форму моноліту з пропорціями 1:4:9, як у фільмі «2001: Космічна одіссея», прикрашеного зірками Південного Хреста.

### 1991 рік
У 1991 році нагороди вручалися двічі, причому перші трофеї мали вигляд опудал тростинних жаб.

### 2000 рік
У 2000 році нагороди були скасовані та проведені повторно через суперечки щодо номінацій.
Грег Іген, відомий австралійський письменник наукової фантастики, був номінований за свій роман «Теранезія» у категорії «Найкращий роман». Після оголошення результатів він став переможцем, але незабаром відмовився від нагороди. Іген заявив, що не довіряє процесу номінування, вважаючи, що система голосування була вразливою до маніпуляцій або упередженості. Він висловив думку, що премія не відображає реального консенсусу фендому, і вважав за краще не приймати нагороду. Через тиск із боку спільноти та очевидні проблеми з процесом комітет Natcon 2000 року вирішив скасувати результати початкового голосування. Було організовано новий раунд голосування з оновленими правилами, щоб забезпечити більшу прозорість і справедливість. Після повторного голосування переможці були оголошені повторно. У деяких категоріях результати змінилися, що підтвердило наявність проблем із початковим процесом.

## Категорії
Премія охоплює різні категорії, які з часом змінювалися. Наразі основні категорії включають:
- Найкращий роман (Best Novel)
- Найкраща повість або коротка повість (Best Novella or Novelette)
- Найкраще коротке оповідання (Best Short Story)
- Найкраща збірка (Best Collected Work)
- Найкраща ілюстрація (Best Artwork)
- Найкращий фанатський письменник (Best Fan Writer)
- Найкращий фанатський художник (Best Fan Artist)
- Найкраща фанатська публікація у будь-якому форматі (Best Fan Publication in any Medium)
- Найкращий новий талант (Best New Talent)
- Премія Вільяма Ателінга молодшого за критику або рецензію (William Atheling Jr. Award for Criticism or Review)

Чинні правила дозволяють об'єднання категорій «Найкраща новела чи повість» та «Найкраще оповідання» в одну категорію «Найкраща коротка проза».

### Історія категорій
Коли нагороди вперше вручили у 1969 році, їх було чотири категорії:
- Найкраща австралійська наукова фантастика будь-якої довжини або збірка
- Найкраща міжнародна наукова фантастика будь-якої довжини або збірка
- Найкращий сучасний письменник наукової фантастики
- Найкраще австралійське аматорське науково-фантастичне видання або фанзін

До 1986 року зберігалася принаймні одна «міжнародна» категорія та кілька «австралійських», за винятком 1974 року, коли премії Дітмара не вручалися, та 1982 року, коли в назвах категорій «австралійський» було замінено на «австралазійський». Ці два винятки не враховуються в подальшому огляді.
- Міжнародні категорії (International Categories). Категорія «Найкраща міжнародна фантастика» існувала до 1986 року, а також була представлена в 1989 році. У 1969 році вручалася нагорода за «Найкращого сучасного автора», яка не вимагала від номінантів бути австралійцями. У 1970 році була категорія «Найкраща міжнародна публікація». Премія Вільяма Ателінга молодшого, запроваджена в 1976 році, спочатку не вимагала від номінантів бути австралійцями, хоча зараз ця вимога існує. Ця нагорода не завжди вважалася частиною премії Дітмара.

- Австралійська фантастика (Australian Fiction). У 1970 році існувала категорія «Найкращий професійний журнал». До 1977 року була єдина категорія «Найкраща австралійська фантастика». У 1977 році додатково вручалася спеціальна нагорода за конкретне коротке оповідання. З 1978 по 1998 рік у більшості років було дві категорії: «Найкраща австралійська коротка фантастика» та «Найкраща австралійська довга фантастика» або «Найкращий австралійський роман». Винятками були 1979, 1980 та 1983 роки, коли діяла єдина категорія «Найкраща австралійська фантастика». У 1993 році додалася категорія «Найкращий періодичний видання», а в 1996 році — «Найкраща публікація/фензин/періодичне видання». З 1999 по 2003 рік було три категорії: «Найкращий роман», «Найкраща коротка фантастика» та «Найкраща збірка». У 1999 році остання категорія називалася «Найкращий австралійський журнал або антологія». З 2004 року категорія «Найкраща коротка фантастика» була розділена на «Найкраща новела або повість» і «Найкраще коротке оповідання».

- Австралійські фанатські публікації (Australian Fan Publications). Категорія для фензинів, часто називана «Найкращий австралійський фензин», існує з 1969 року. У 1993 році категорія для фензинів була названа «Найкращий періодичний видання», у 1996 році — «Найкраща публікація/фензин/періодичне видання», а в 2001 році — «Найкраща австралійська фанатська продукція». З 2002 по 2004 та з 2006 по 2008 роки були дві категорії для фанатських публікацій: одна для фензинів, інша — для інших форматів. Наразі існує категорія «Найкраща австралійська фанатська публікація у будь-якому форматі».

- Премія Вільяма Етелінга-молодшого (William Atheling Jr Award) (на честь Джеймса Бліша). Премія за рецензії або критику, запроваджена в 1976 році, вручається в більшості років. Спочатку вона не вважалася частиною премії Дітмара, але згодом була включена до її складу.
- Письменник-аматор (Fan Writer). Категорія «Найкращий австралійський фанатський письменник» існує в більшості років з 1979 року.
- Художник (Artist). З 1980 по 1987 рік вручалася нагорода «Найкращий австралійський художник наукової фантастики або фентезі». У 1983 та 1984 роках також була категорія «Найкращий австралійський карикатурист наукової фантастики або фентезі». У 1998 році вручалася нагорода за «Найкращу ілюстрацію/художника».
- Ілюстрація (Artwork). Категорія «Найкраща драматична презентація» існувала в 1973, 1985 та 1998 роках. З 1993 року є нагорода за «Найкращу ілюстрацію» або «Найкращу професійну ілюстрацію». У 2005 та 2008 роках вручалася нагорода за «Найкращий фан-арт».
- Редактор (Editor). 1983 по 1985 рік існувала категорія «Найкращий австралійський редактор наукової фантастики або фентезі».
- Видатний внесок (Outstanding Contribution). У 1987 році вручалася нагорода за «Видатний внесок у австралійський фендом».
- Художник-аматор (Fan Artist). Категорія за «Найкращого аматорського художника» існує в більшості років з 1988 року. У 2005 та 2008 роках нагорода вручалася за «Найкращий фанатський малюнок».
- Фанатський кіт (Fannish Cat). У 1991 році вручалася нагорода для «Найкращого фанатського кота» в рамках премії Дітмара. У 2010 році також була нагорода для найкращого фанатського кота, але вона не вважалася частиною премії Дітмара.[11][12][13]
- Новий талант (New Talent). Категорія «Найкращий новий талант» існує з 2001 року.
- За загальні досягнення (Achievements). З 2001 по 2008 рік у більшості років вручалися нагороди за «Найкраще професійне досягнення» та «Найкраще фанатське досягнення». З 2009 по 2011 рік ці категорії були об'єднані в одну — «Найкраще досягнення». Згодом ці категорії були скасовані.
- Спеціальна нагорода (Special Awards). Спеціальні нагороди (не завжди офіційно визнані як премії Дітмара) вручалися під час церемоній у 1971, 1977, 1983, 1985, 1992 та 1995 роках.